# Arrhinoceratops brachyops
Arrhinoceratops brachyops ("inget noshornansikte") är en art av dinosaurier som tillhör släktet Arrhinoceratops, en växtätande ceratopsin från yngre krita (äldre maastricht-skedet, runt 71-72 miljoner år sedan) i det som idag är Alberta, Kanada. Den är släkt med den berömda Triceratops, men levde några miljoner år före den.

## Etymologi
Arrhinoceratops' släktnamn kommer från grekiskans a-/α-, som betyder 'inget', rhino-/ρινο-, som betyder 'näsa' eller 'nos', cerat-/κερατ-, som betyder 'horn', samt -ops/ωψ, som betyder 'ansikte'. Den ursprungliga beskrivaren trodde nämligen att den inte hade något noshorn. Detta har dock motbevisats av senare analyser.

## Fyndhistorik
Arrhinoceratops beskrevs av W. A. Parks år 1925 och är känd från ett delvis krossat och en aning förvridet men komplett kranium som samlades in i Horseshoe Canyon-formationen i Red Deer Valley i Alberta, Kanada, år 1923. Man har hittills bara funnit och beskrivit en art, det vill säga A. brachyops. Den 9 juli 1937 hittades ytterligare material efter ett exemplar i Utah, USA, vilket döptes till A. utahensis av Gilmore år 1946. 1976 döptes den om till Torosaurus utahensis av D A Lawson, innan den slutligen kom att placeras inom arten T. latus av Dodson och Currie år 1990.

## Klassificering
Arrhinoceratops tillhörde Ceratopsinae (tidigare känt som Chasmosaurinae) inom överfamiljen Ceratopsia (hornansiktena), en grupp växtätande dinosaurier med papegoj-liknande näbbar som levde i Nordamerika och Asien under kritaperioden. Arrhinoceratops var nära släkt med Torosaurus. 

## Beskrivning
Eftersom Arrhinoceratops enbart är känd från ett kranium vet forskare inte mycket om den övriga kroppen. Bakhuvudet slutar i bred nackkrage, som dock är mindre än den hos Anchiceratops ornatus, med två ovala öppningar som gjorde kraniet lättare. Djurets horn över ögonen var tämligen långa, medan dess noshorn var kortare och mer trubbigt än hos de flesta andra ceratopsierna. Dess kroppshydda antas se ut som andra ceratopsiers, och baserat på dess kranium kan den ha varit mellan 6 och 9 meter lång.

## I kultur
- I filmen When Dinosaurs Ruled the Earth dyker det upp en ceratopsie som kan vara en Arrhinoceratops.